# Patrick Tambay

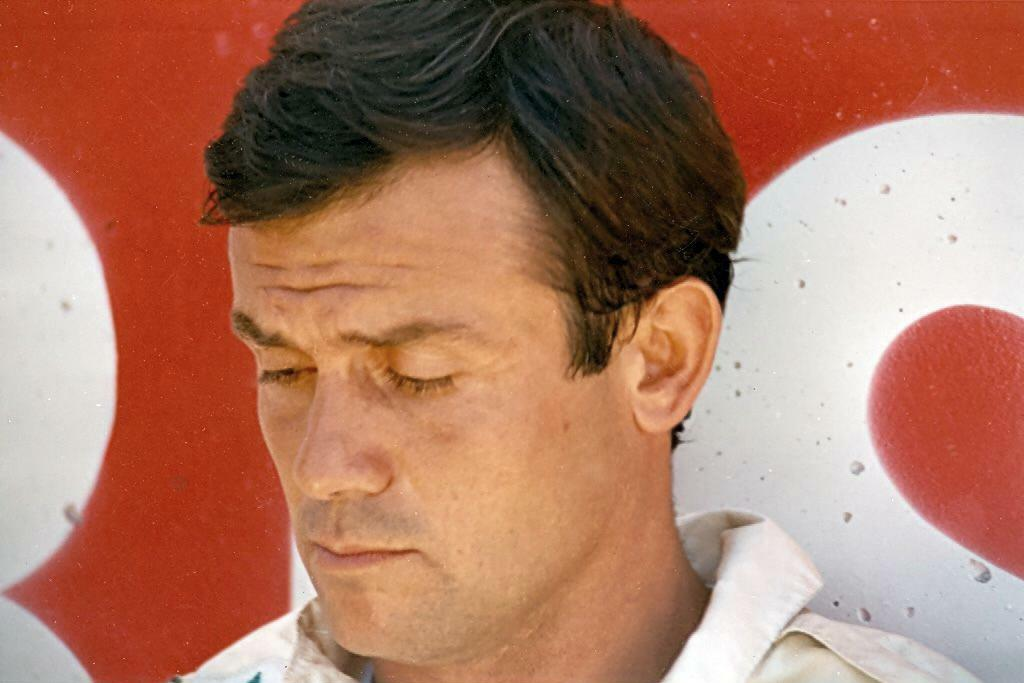
Tambay in 1985

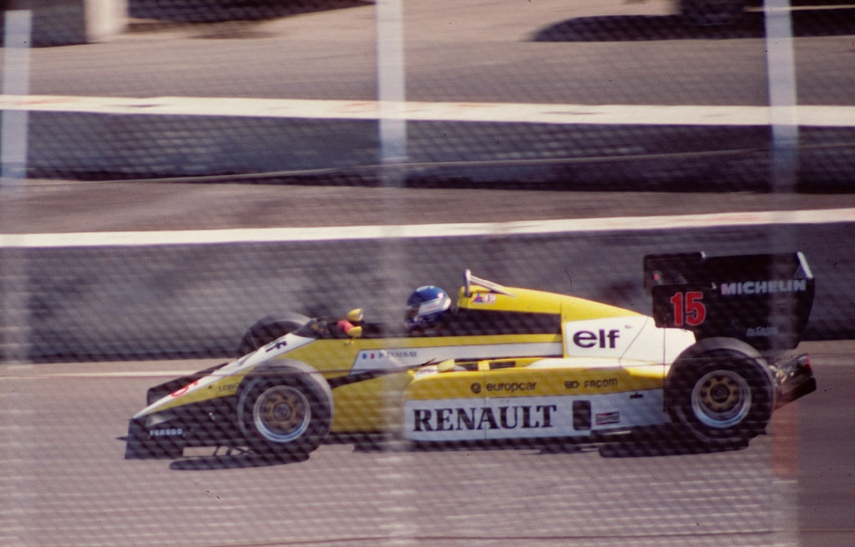
Tambay in actie in 1984

Patrick Tambay (Parijs, 25 juni 1949 – Nice, 4 december 2022) was een Frans autocoureur. Hij won twee keer een Grand Prix in de Formule 1.

## Levensloop
Tambay debuteerde in 1977 voor Surtees in de Formule 1 en stapte na een race (waarvoor hij zich niet kwalificeerde) over naar Theodore dat een Ensign inzette. In zijn debuutseizoen pakte hij vijf punten, hetgeen tot een contract bij McLaren leidde. Zijn twee seizoenen bij dat team waren echter weinig succesvol, het team maakte een moeilijke periode door en in 1979 wist Tambay geen enkel punt te scoren waarna McLaren hem op straat zette.
Het volgend seizoen kon hij geen team vinden maar in het seizoen 1981 keerde hij terug, eerst een half jaar bij Theodore (intussen met een eigen auto) en vervolgens een half jaar bij Ligier, waarvoor hij elke race uitviel. Opnieuw kwam Tambay toen aan de zijlijn te staan, maar in de loop van 1982 werd hij de opvolger van de verongelukte Gilles Villeneuve bij Ferrari. Hij won later dat jaar de Grand Prix van Duitsland nadat zijn teamgenoot Didier Pironi zwaargewond was geraakt in de training en nooit meer zou terugkeren in de Formule 1.
Een jaar later won Tambay de Grand Prix van San Marino, de thuisrace van Ferrari, wat tot emotionele taferelen leidde na al de rampspoed van het team in het jaar ervoor. Ondanks deze zege en een vierde plaats in de eindrangschikking van het Wereldkampioenschap moest Tambay plaatsmaken voor Michele Alboreto. Hij vond een nieuw team in Renault waar hij in 1984 en 1985 kon rijden, Tambay stond voor hen nog twee keer op het podium in 1985. Een jaar later volgde na een teleurstellend seizoen bij het door Ford gesteunde Lola Haas zijn afscheid van de Formule 1.
 In totaal verscheen hij 114 van de 123 Grand Prix-wedstrijden waarvoor hij ingeschreven stond aan de start.
Na een korte afwezigheid begon Tambay in 1989 weer met autosport en reed onder andere de 24 uur van Le Mans en Parijs-Dakar, waar hij twee keer in de top 3 finishte. Ook was Tambay betrokken bij een overname van het Larrousse Formule 1-team, maar dit was geen succes. In 2006 kwam hij uit in de Grand Prix Masters. 
Tambay was de peetoom van Jacques Villeneuve. Hij kampte de laatste jaren van zijn leven met de ziekte van Parkinson en diabetes. Tambay stierf op 4 december 2022 op 73-jarige leeftijd.